# Cshö Gumcshol
Cshö Gumcshol (hangul: 최금철, handzsa: 崔金哲, RR: Choe Kum-chol; Phenjan, 1987. február 9. –) észak-koreai válogatott labdarúgó.

## Pályafutása

### Klubcsapatban
2008-ban a Rimjongszu csapatában kezdte a pályafutását. 2010 és 2011 között az Április 25 játékosa volt, melynek színeiben 2011-ben megnyerte az észak-koreai bajnokságot. 2012 és 2013 között Thaiföldön játszott. 2012-ben a Muangthong United, 2013-ban a Nakhon Najok játékosa volt. 2014-ben visszatért a Rimjongszu csapatához.

### A válogatottban
2008 és 2011 között 18 alkalommal játszott az észak-koreai válogatottban és 8 gólt szerzett Részt vett a 2010-es világbajnokságon, az Elefántcsontpart elleni csoportmérkőzésen csereként lépett pályára. Brazília és Portugália ellen nem kapott lehetőséget. Tagja volt a 2011-es Ázsia-kupán szereplő válogatott keretének is.

#### Góljai a válogatottban
| #  | Dátum               | Helyszín             | Ellenfél                | Eredmény | Végeredmény | Kiírás                         |
| -- | ------------------- | -------------------- | ----------------------- | -------- | ----------- | ------------------------------ |
| 1. | 2008. június 7.     | Phenjan, Észak-Korea | Türkmenisztán           | 2–0      | Gy          | 2010-es vb-selejtező           |
| 2. | 2008. szeptember 6. | Abu-Dzabi, EAE       | Egyesült Arab Emírségek | 2–1      | Gy          | 2010-es vb-selejtező           |
| 3. | 2009. augusztus 23. | Kaohsziung, Tajvan   | Guam                    | 9–2      | Gy          | 2010-es kelet-ázsiai bajnokság |
| 4. | 2009. augusztus 23. | Kaohsziung, Tajvan   | Guam                    | 9–2      | Gy          | 2010-es kelet-ázsiai bajnokság |
| 5. | 2009. augusztus 23. | Kaohsziung, Tajvan   | Guam                    | 9–2      | Gy          | 2010-es kelet-ázsiai bajnokság |
| 6. | 2009. december 27.  | Doha, Katar          | Mali                    | 1–0      | Gy          | 9. nemzetközi barátságos torna |
| 7. | 2009. december 30.  | Doha, Katar          | Katar                   | 1–0      | Gy          | 9. nemzetközi barátságos torna |
| 8. | 2010. március 17.   | Torreón, Mexikó      | Mexikó                  | 1–2      | V           | Barátságos                     |